# Casa del carrer Major, 17 (el Catllar)
La Casa del carrer Major, 17 és una obra amb elements gòtics del Catllar (Tarragonès) inclosa a l'Inventari del Patrimoni Arquitectònic de Catalunya.

## Descripció
Casa entre mitgeres amb porta d'accés d'arc de mig punt, amb grans dovelles. Té una finestra d'arc conopial i restes d'una altra a la banda esquerra.